# Prokuplje (općina)
Prokuplje (općina) (ćirilično: Општина Прокупље) je općina u Topličkom okrugu u Središnjoj Srbiji. Središte općine je grad Prokuplje. 

## Zemljopis
Po podacima iz 2004. općina zauzima površinu od 759 km².

## Stanovništvo
Prema popisu stanovništva iz 2002. godine u općini živi 46.729 stanovnika, dok je prosječna gustoća naseljenosti 62 stan./km².